# Forteresse Ariostesca
La forteresse Ariostesca (en italien : Rocca  Ariostesca), est une fortification médiévale dans la commune de Castelnuovo di Garfagnana, située dans la province de Lucques en Toscane
,.
La forteresse est le symbole de la ville et domine la place centrale Umberto I.

## Historique
Elle doit son nom au fait qu'elle a été le siège du gouvernement d'Este et qu'elle a accueilli le poète Ludovico Ariosto, dit L'Arioste, comme gouverneur de la Garfagnana degli Este de 1522 à 1525, auquel lui succéda au siècle suivant Fulvio Testi.
Une petite garnison existait sur place dès le Xe siècle, mais on peut dire que la structure originale de la forteresse telle que nous la connaissons aujourd'hui remonte au XIIe siècle. La forteresse modifiée tout au long du XIIIe siècle, et fut considérablement agrandie au début du XIVe siècle par le condottiere Castruccio Castracani, qui entraîna un élargissement de l'ensemble des remparts du village.
C'est alors Paolo Guinigi qui ordonna la construction de l'imposante tour située au centre de la forteresse, ornée de l'horloge civique, qui au fil du temps servit également de prison.
La terrasse donnant sur la place a été construite en 1675, coïncidant avec l'ouverture de l'arc monumental menant au centre-ville.
Le mobilier intérieur a été perdu, y compris les tapisseries qui ornaient la « Sala dei Principi » (salle des Princes).

## Description
La forteresse a été endommagée pendant la Seconde Guerre mondiale puis restaurée. Siège d'expositions et d'événements culturels, elle abrite dans ses salles le musée archéologique, qui abrite de nombreuses découvertes et témoignages de la période préhistorique, ligure-apuane et étrusque de la Garfagnana.

## Galerie

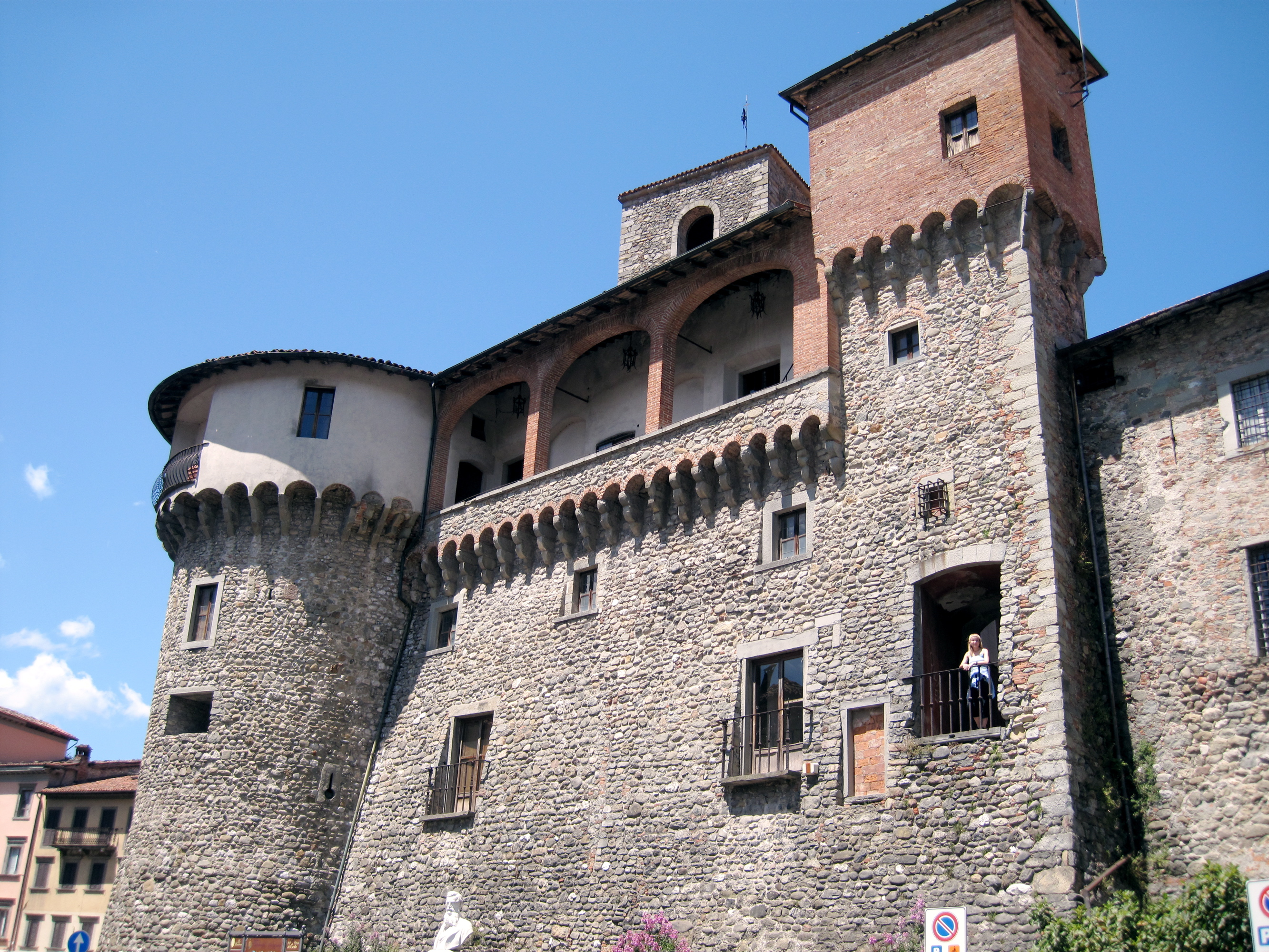
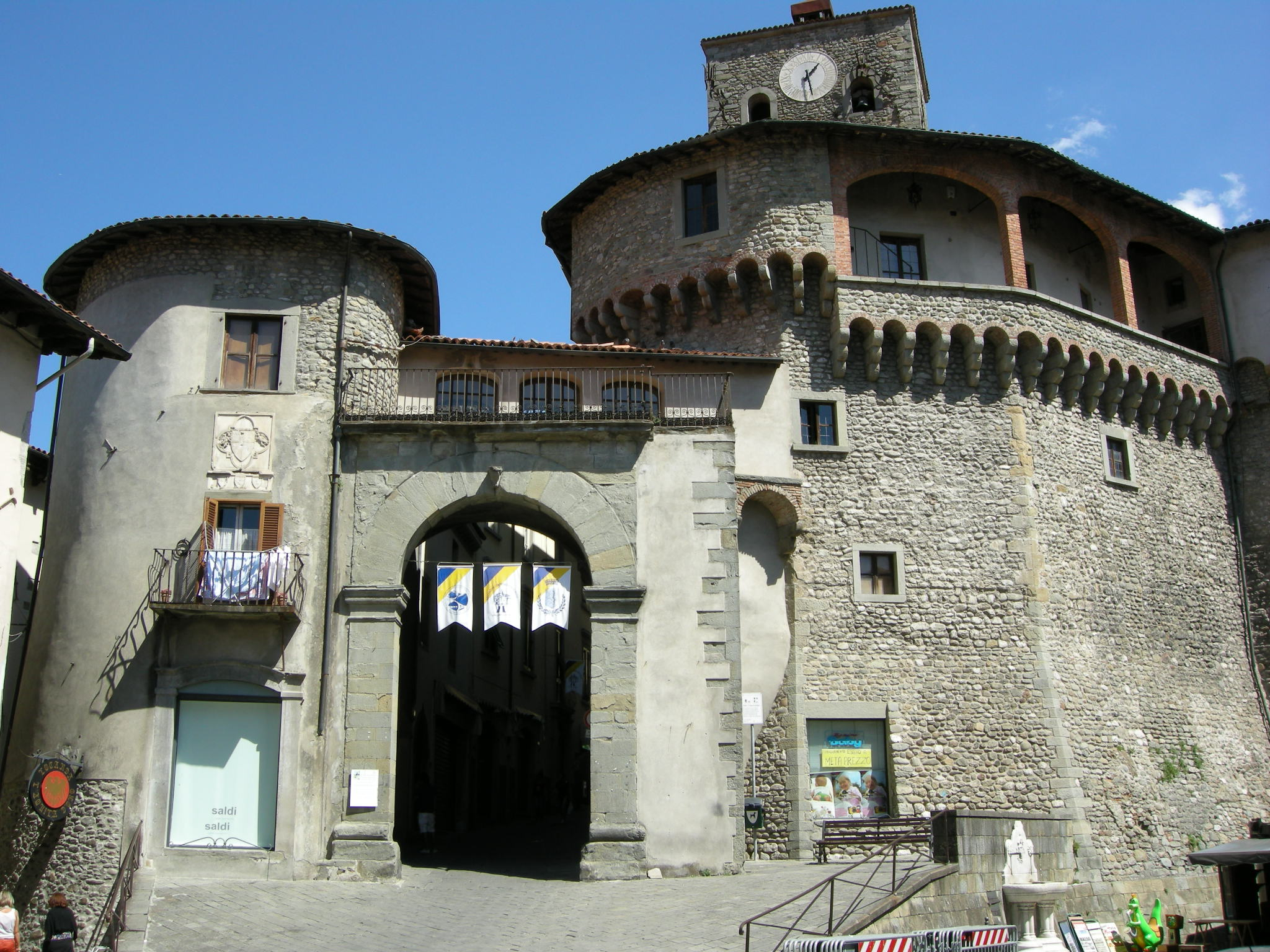